# Vertiente Oriental (Risaralda)
La Vertiente Oriental de Risaralda es una de las tres subregiones en que se subdivide el departamento colombiano de Risaralda; está conformada por los siguientes municipios:
- Dosquebradas
- La Virginia
- Marsella
- Pereira
- Santa Rosa de Cabal